# Omlás
Omlás, románul Amnaș, németül Hamlesch falu Romániában, Szeben megyében, közigazgatásilag Szelistye része.

## Fekvése
Az 1-es úttól északra, Szászsebes és Nagyszeben között az Ecsellői-patak mellett fekszik. Távolsága Szelistyétől 7 km, Nagyszebentől 28 km.

## Története
Első említése 1309-ből való. A hajdan többségében szász falu a középkorban az úgynevezett omlási hűbérbirtok része volt és valószínűleg  központi szerepe volt. 1383-ban Mária királynő az omlási húbérbirtokot Goblinus gyulafehérvári püspöknek és testvéreinek adományozta. Az omlási hűbérbirtok a 14. és 15. században a havasalföldi fejedelmek, többek között Öreg Mircse birtokában volt. A 15. századtól kezdve Omlás ismét az erdélyi szász közigazgatás része lett. 1631-ben a falut tűzvész pusztította, 1707-ben a kurucok dúlták fel.

## Lakossága
A trianoni békeszerződés előtt Szeben vármegye szerdahelyi járásához tartozott. Míg 1910-ben 1695 lakosából 1316 német és 396 román volt, 1992-re már csak 389 lakosa maradt, ebből 241 román és 122 német.

## Látnivalók
- Evangélikus csarnoktemploma a 15. század második felében épült.[1] Ebből ma már csak a nyugati oldalon maradt meg a várfal egy darabja. Magát a templomot 1897-98-ban újromán stílusban újjáépítették, ekkor kapta a kazettás mennyezetet is.[1] Az 1940-es földrengés okozta károkat követően az építményt 1942-ben megerősítették.[1]

## Fordítás
- Ez a szócikk részben vagy egészben az Amnaș című német Wikipédia-szócikk ezen változatának fordításán alapul.  Az eredeti cikk szerkesztőit annak laptörténete sorolja fel. Ez a jelzés csupán a megfogalmazás eredetét és a szerzői jogokat jelzi, nem szolgál a cikkben szereplő információk forrásmegjelöléseként.